# Micheline Calmy-Rey
Pour les articles homonymes, voir Rey.
Micheline Calmy-Rey, née le 8 juillet 1945 à Sion (originaire de Chermignon), est une personnalité politique suisse, membre du Parti socialiste.
Elle est conseillère fédérale, à la tête du Département fédéral des affaires étrangères, de 2003 à 2011 et présidente de la Confédération en 2007 et 2011.

## Naissance et famille
Née Micheline Rey le 8 juillet 1945 à Sion, dans une famille catholique, Micheline Calmy-Rey est originaire de Chermignon en Valais. Ses parents sont Adeline Fournier, originaire de Nendaz, et Charles Rey, un instituteur syndicaliste qui devient chef de train et qui s'engage également en politique en tant que socialiste dans la commune de Saint-Maurice. Sa sœur cadette Éliane Rey, née en 1953, est municipale à Lausanne de 2002 à 2006.
Elle épouse André Calmy en 1966. D'origine juive roumaine, celui-ci arrive en Suisse avec sa mère, catholique, à l'âge de 12 ans dans les années 1950, après avoir connu le nazisme et le communisme. André Calmy a été d'un grand soutien dans la carrière politique de Micheline Calmy-Rey, comme elle le souligne lors de ses obsèques en 2015, même s'il est resté médiatiquement très discret.
Sa fille, Alexandra Calmy, devient en 2014 professeure à la faculté de médecine de l'Université de Genève. Micheline Calmy-Rey a aussi un fils, Raphaël, et trois petites-filles.

## Études et parcours professionnel
Elle étudie à l'école de commerce de Saint-Maurice, obtient une maturité commerciale à Sion, puis une licence en sciences politiques en 1968 à l'Institut de hautes études internationales.
Elle travaille d'abord dans une entreprise de construction, puis est à la tête d'une entreprise de diffusion de livres avec son mari durant vingt ans, jusqu'en 1997.
En mai 2012, elle est nommée professeure invitée à l'Université de Genève (à l'institut d'études globales)[réf. nécessaire].

## Parcours politique
Membre du Parti socialiste, elle préside sa section genevoise à deux reprises de 1986 à 1990 et de 1993 à 1997. Élue députée au Grand Conseil du canton de Genève dès 1981, elle préside cette assemblée en 1992-1993.
En mars de cette même année, elle est désignée candidate au Conseil d'État par le congrès du parti socialiste cantonal genevois, mais n'est pas élue. 
Sa combativité lui vaut parfois le surnom de Dame de fer de Genève et son apparente froideur, son intransigeance et ses mèches blanches celui de Cruella,,,,,,,,,,. Elle dénoncera ce dernier surnom, estimant qu'il renforce les stéréotypes à l'égard des femmes,.

### Conseillère d'État genevoise
Élue membre du Conseil d'État genevois aux côtés de son collègue Laurent Moutinot en 1997, elle prend la tête du département des finances jusqu'en 2002. Elle préside également le Conseil d'État en 2001-2002.
Son bilan de conseillère d’État se caractérise par une maîtrise de la croissance de la dette, une réforme de la comptabilité financière intégrée, une amélioration des systèmes d’information du Département des finances et une réorganisation de la centrale d’achats, autant de réformes qui portent leurs fruits aujourd’hui encore. Elle s’est aussi engagée de manière décisive pour le sauvetage de la Banque cantonale de Genève, dont elle était membre du conseil d'administration avant son élection.
Certains de ses adversaires remettent en cause ce bilan en soulignant que l’exercice 2003 s'est soldé par un déficit de près de 500 millions de francs suisses, bien que le budget ait été équilibré. Selon l'Administration fiscale cantonale de Genève, le résultat de 2003 s'explique principalement par une baisse temporaire des recettes liée au changement du système de taxation (passage du pré- au post numerando), ainsi que par la réduction d'impôts votée par le peuple en 2002,,.

### Conseillère fédérale
Le 4 décembre 2002, après avoir été désignée candidate de son parti aux côtés de la Fribourgeoise Ruth Lüthi, elle est élue au Conseil fédéral (106e membre de l'histoire) au 5e tour de scrutin par 131 voix contre 68 à sa concurrente Ruth Lüthi,. Entre le 1er janvier 2004 (non-réélection de Ruth Metzler-Arnold) et le 14 juin 2006 (élection de Doris Leuthard), elle est la seule femme sur les sept membres du gouvernement suisse.
Elle dirige le Département fédéral des affaires étrangères (DFAE), où elle pratique la discrimination positive en faveur des femmes dans les cas où la parité entre hommes et femmes n'est pas respectée. Elle s'implique notamment dans le développement des relations entre la Suisse et l'Europe et signe les accords bilatéraux II. Elle s'engage aussi pour une visibilité accrue de la Suisse dans les relations internationales, avec des positions en faveur des droits de l'homme et de la neutralité de la Suisse.

Elle joue un rôle important dans le lancement de l’initiative de Genève, un plan de paix alternatif établi par les anciens partenaires des négociations de Taba pour résoudre le conflit israélo-palestinien, et contribue à l’établissement du Conseil des droits de l’homme à Genève en 2006.

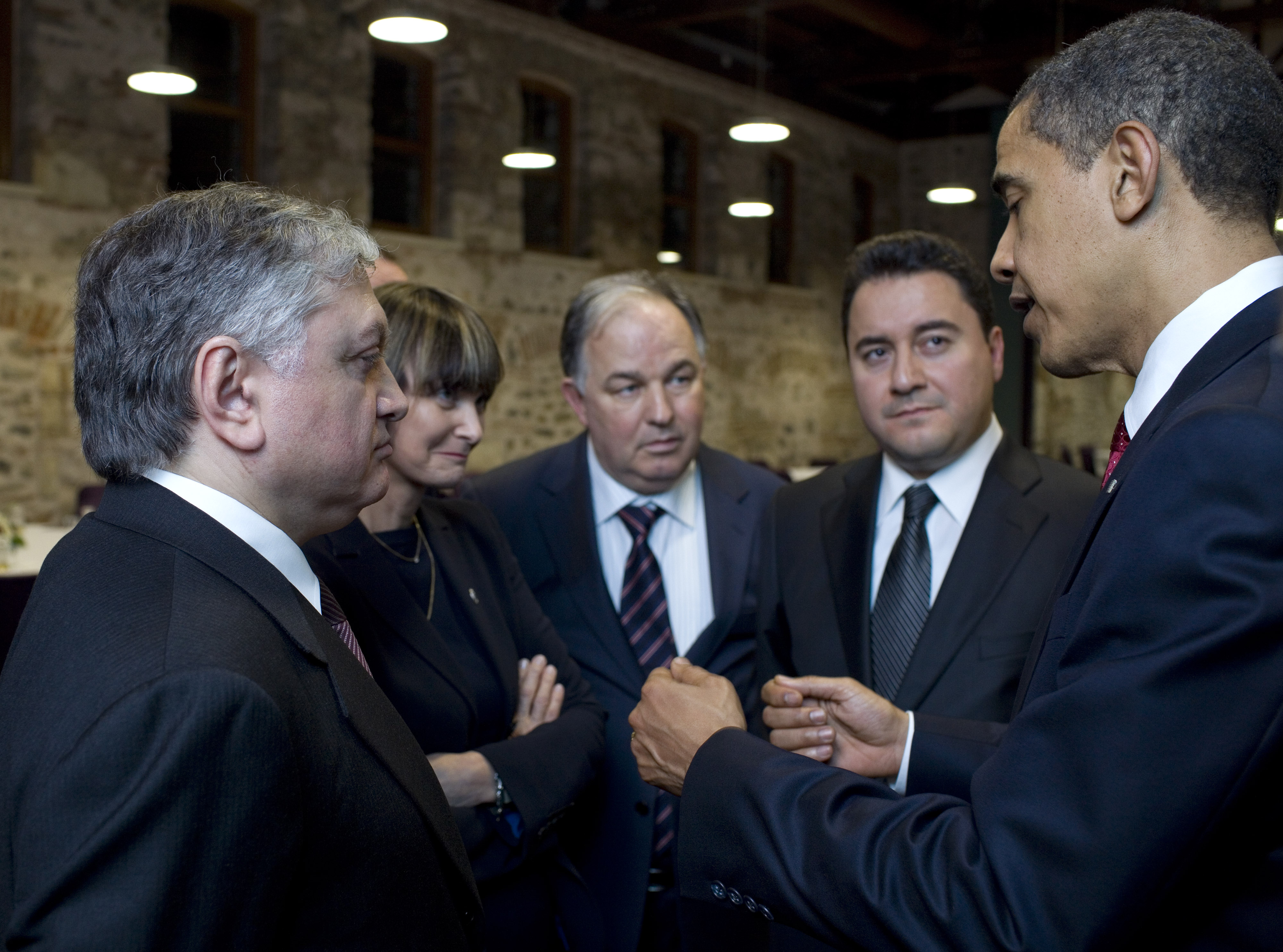
Le président américain Barack Obama avec plusieurs ministres des Affaires étrangères à Istanbul, le 4 juin 2009.

Elle s'implique également dans le processus d’indépendance du Kosovo et dans des médiations entre l’Arménie et la Turquie (signature des protocoles de Zurich (en) en 2009), la Géorgie et la Russie. Elle participe aussi à l'entrée du Magen David Adom dans la Croix-Rouge et le Croissant-Rouge.
En mai 2003, alors que les tensions entre les deux Corées sont vives en raison de la reprise par la Corée du Nord de son programme nucléaire, elle franchit à pied la ligne de démarcation entre les deux pays. Juste après cet acte symbolique, elle paraphrase (en allemand) la célèbre déclaration de Neil Armstrong : « C'était un petit pas, mais j'espère que ce sera un grand pas pour la paix dans la région »,,. Elle porte à cette occasion des baskets rouges à croix blanche, qui sont conservées au Musée national suisse.
Engagée dans la résolution de la crise entourant le programme nucléaire iranien, elle fait l'objet de vives critiques en mars 2008 pour avoir porté un voile lors d'une rencontre avec le président iranien Mahmoud Ahmadinejad.
Elle est à la tête du DFAE lors de la crise diplomatique entre la Suisse et la Libye.
Le 13 décembre 2006, elle est élue présidente de la Confédération pour 2007, par 147 voix sur 215 (192 bulletins valables) et devient ainsi la seconde femme à exercer cette fonction après Ruth Dreifuss, en 1999. Le 8 décembre 2010, elle est élue pour la seconde fois à la présidence de la Confédération, mais avec le plus faible score jamais enregistré depuis 1920 (106 voix sur 189 bulletins valables),.
Elle préside le Comité des ministres du Conseil de l'Europe en 2010 et la Conférence ministérielle de la francophonie en 2010 et 2011.
Le 7 septembre 2011, elle annonce son retrait du gouvernement pour la fin de l'année,.

## Autres fonctions
- Membre du Panel de haut niveau des Nations unies sur la durabilité de l'environnement mondial. Le rapport du panel est publié en février 2012[41].
- Membre du Panel de haut niveau des Nations unies sur la réponse globale aux crises sanitaires. Le rapport du panel est publié en janvier 2016[42].
- Membre du conseil de la Global Leadership Foundation[43],[44].
- Membre du conseil de la fondation GESDA (Geneva Science and Diplomacy Anticipator)[45],[46].

## Positions politiques
Micheline Calmy-Rey est membre du parti socialiste et pro-européenne. En février 2014, elle affirme que la Suisse doit adhérer à l'UE pour rentrer dans le jeu décisionnel continental. En 2016, elle déplore l'impact du Brexit sur la souveraineté européenne, mais recommande toutefois à la Suisse de s'ouvrir à Londres car les deux pays se retrouvent maintenant dans une configuration similaire face au pouvoir européen.

## Publications
- Pour une neutralité active : De la Suisse à l'Europe, Lausanne, Le Savoir Suisse, PPUR, 2021  (ISBN 978-2-88915-409-8)
- Calmy-Rey, Micheline, Der Mythos Neutralität (ISBN 978-3-03810-493-3 et 3-03810-493-0, OCLC 1227336107, lire en ligne).
- « The Art and Science of Negociations : “De–Politicizing and Technicizing Negotiations”, in WTO Accessions - The Upper Floors of the Trading System, WTO & Cambridge University Press (in Druck).
- « Doktrin in globalen Kontext », in Konrad Hummler et Franz Jaeger, Kleinstaat Schweiz – Auslauf- oder Erfolgsmodell?, Zürich, NZZ Libro, 2017.
- Die Schweiz, die ich uns wünsche. Übersetzt aus dem Französischen von Irma Wehrli, mit einem Vorwort von Charles Lewinsky. Nagel & Kimche, Zürich 2014,  (ISBN 978-3-312-00610-6).
- Micheline Calmy Rey, La Suisse que je souhaite, Favre, 2014, 251 p. (ISBN 978-2-8289-1318-2)
- « The Swiss Model », Horizons, Autumn 2014.
- « Justice sociale et liberté politique selon Calvin : clarification et perspectives », La Vie Protestante, Genève 2010.

## Hommages
- 2011 : prix Diaspora pour son rôle dans la reconnaissance de l’État du Kosovo[49]
- 2012 : médaille d’honneur de la république d’Arménie[50]
- 2012 : docteur honoris causa de l’Université internationale de Genève[10]
- 2014 : ordre de l'Amitié (Russie) ordre de l’amitié de la fédération de Russie en reconnaissance de sa contribution au renforcement de l’amitié et la coopération entre la Russie et la Suisse[51]
- 2017 : citoyenne d’honneur de la commune de Viti, Kosovo

Une plaque en l'honneur de Micheline Calmy-Rey a été placée en août 2017 à Vitina au Kosovo, en mémoire de son rôle dans l'indépendance du pays, acquise en 2008,.